# Йоганн Фрідріх Клоцш
Йоганн Фрідріх Клоцш (нім. Johann Friedrich Klotzsch; 9 червня 1805, Віттенберг — 5 листопада 1860, Берлін) — німецький фармацевт, ботанік та лікар.
Його праці присвячені головним чином мікології, він вивчив та описав багато видів грибів.

## Біографія
Початкову освіту здобув у приватній школі свого рідного міста. У віці 14 років переїхав до Бад-Дюбена, де поступив учнем в аптеку. Для продовження фармакологічної та ботанічної освіти він перебрався у Берлін, а з 1830 по 1832 рік працював у Англії та Шотландії, у Королівських ботанічних садах в К'ю у Лондоні. У 1830-32 роках він був куратором гербарію Вільяма Джексона Гукера в Університеті Глазго. Починаючи з 1834 року він зібрав рослини у Саксонії, Чехії, Австрії, Штирії та, можливо, в Угорщині. Після захисту наукового ступеня доктора у 1838 році він замінив Адельберта фон Шаміссо на посаді куратора та директора Королівського гербарію у Берліні, де працював до кінця життя. У 1851 році він став повноправним членом Берлінської академії наук.

## Почесті
Рід рослин родини Зонтичні (Apiaceae) — Klotzschia був названий на його честь.

## Окремі праці
- Mykologische Berichtigungen zu der nachgelassenen Sowerbyschen Sammlung, so wie zu den wenigen in Linneschen Herbarium vorhandenen Pilzen nebst Aufstellung einiger ausländischer Gattungen und Arten, in Linnaea 7, S. 193—203 (1832)
- Herbarium vivum mycologicum sistens fungorum per totam Germaniam crescentium collectionem perfectam (1832)
- Pflanzen-Abbildungen und -beschreibungen zur Erkenntnis officineller Gewächse, 1838—1839
- Die botanischen Ergebnisse der Reise … des Prinzen Waldemar zu Preußen in den Jahren 1845 und 1846, 1862
- Begoniaceen-Gattungen und Arten, 1854
- Pistia, 1852
- Pflanzenbastarde und Mischlinge, sowie deren Nutzanwendung, 1854
- Philipp Schönleins botanischer Nachlaß auf Cap Palmas, 1856
- Die Aristolochiaceen des Berliner Herbariums, 1859
- Linne’s natürliche Pflanzenklasse Tricoccae des Berliner Herbariums im Allgemeinen und die Euphorbiacae insbesondere, 1859